# Образовне институције у Добоју
Добој је градско насеље и сједиште града Добоја (раније општине) у Републици Српској, БиХ. Образовне институције у Добоју су бројне и на свим нивоима образовања. На територији насеља се налазе бројне државне предшколске установе, основне и средње школе и високообразовне установе.

## Предшколске установе
- Предшколска установа „Мајке Југовић”
- Предшколска установа вртић Мала индустрија

## Основне школе
- ОШ „Вук Стефановић Караџић” Добој
- ОШ „Доситеј Обрадовић” Добој
- ОШ „Свети Сава” Добој
- Основна музичка школа „Маркос Португал” Добој

## Средње школе
- Гимназија Добој
- Економска школа
- Медицинска школа
- Техничка школа
- Саобраћајна и електро школа Добој
- Угоститељска и трговинска школа Добој

## Високообразовне институције
Такође, Добој је и универзитетски град. Тренутно постоје ове високошколске установе:
- Висока пословно техничка школа Добој
- Висока медицинска школа здравства Добој
- Саобраћајни факултет Добој
- Слобомир П универзитет

## Затворене школе
Од 2011. у граду постоји и ради православни теолошки факултет, смјер "Црквена умјетност и сликарство", као одсјек матичног ПБФ "Свети Василије Острошки" Фоча (УИС).